# Адамс, Аманда
Аманда Адамс (англ. Amanda Adams, род. 12 сентября 1976) — американская писательница и археолог. Она также является бывшей фотомоделью и участвовала в рекламной кампании Buffalo Jeans 1996 года.

## Биография
В конце 1990-х она училась на факультете антропологии Калифорнийского университета в Беркли и получила степень с премией Крёбера. Затем она получила степень магистра археологии в Университете Британской Колумбии в Ванкувере. Её диссертация называлась «Видения, отлитые на камне», тезисы были опубликованы в журнале «The Midden».
Первая книга Адамс «Сказка русалки» рассказывала о легендах про русалок со всего мира. Она получила отмеченный обзор в Booklist. Её вторая книга «Дамы поля» подробно описывает полную приключений жизнь первых женщин-археологов.

## Публикации
- Adams, Amanda (2006), A mermaid's tale: a personal search for love and lore, Greystone Books, ISBN 978-1-55365-117-8
- Adams, Amanda (2010), Ladies of the Field: Early Women Archaeologists and Their Search for Adventure, Douglas & McIntyre, ISBN 978-1-55365-433-9[4][5]